# Manchuria durante la dinastía Qing
Manchuria bajo el dominio Qing fue el dominio de la dinastía Qing sobre Manchuria, incluyendo la actual Noreste de China y Manchuria Exterior. 
La propia dinastía Qing fue establecida por los manchú, un pueblo tungusí proveniente de Manchuria, que más tarde conquistaría la dinastía Ming y se convertiría en el gobernante de China. Por lo tanto, Manchuria disfrutó de un estatus algo especial durante los Qing y no sería gobernada como provincias regulares hasta la última dinastía Qing.

## Historia

El Imperio Qing c. 1820, con las provincias en amarillo, las gobernaciones militares y protectorados en verde y los estados tributarios en naranja.

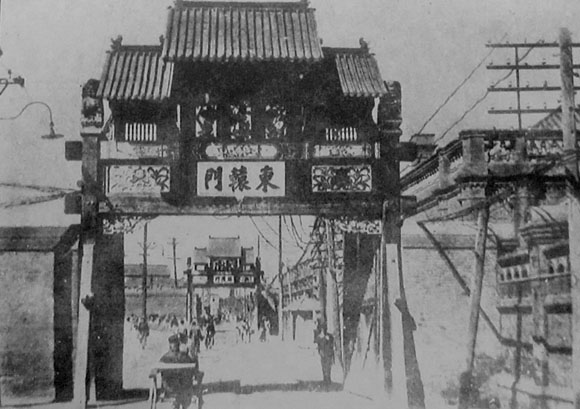
Puerta principal de la puerta del general de Shengjing

La dinastía Qing no fue fundada por los chinos Han, que forman la mayoría de la población china, sino por un pueblo agrícola sedentario conocido como el Jurchen, un pueblo Tungus que vivía alrededor de la región que ahora comprende las provincias chinas de Jilin y Heilongjiang. Aunque la dinastía Ming mantuvo el control sobre Manchuria desde finales de 1380, la existencia política de los Ming en la región disminuyó considerablemente después de la muerte del Emperador Yongle. 
Lo que se convertiría en el estado manchú fue fundado por Nurhaci, el jefe de una tribu menor de Jurchen en Jianzhou Jurchens Jianzhou a principios del siglo XVII. Nurhaci, originalmente un vasallo de los emperadores Ming, comenzó a tomar el control real de la mayor parte de Manchuria en las siguientes décadas. En 1616, se declaró a sí mismo el Khan Brillante del estado Jin posterior. Dos años más tarde anunció los Siete agravios y renunció abiertamente a la soberanía del señorío Ming para completar la unificación de las tribus Jurchen, que aún estaban aliadas con el emperador Ming. Después de una serie de exitosas batallas contra los Ming y varias tribus en Manchuria Exterior, su hijo Hong Taiji y él finalmente controlaron toda Manchuria. Poco después del establecimiento de la dinastía Qing, el territorio de la actual Krai de Primorie formó parte del gobierno general de Jilin, y junto con el área del bajo Amur fue controlado desde Ninguta, un pueblo de guarnición al sur del actual Mudanjiang.
Sin embargo, durante la transición de los Ming a los Qing en sus últimas décadas, el Zarato ruso trató de ganar la tierra al norte del río Amur. La conquista rusa de Siberia fue acompañada de masacres debido a la resistencia indígena y a la colonización por parte de los cosacos rusos, quienes aplastaron salvajemente a los nativos. A manos de gente como Vasilii Poyarkov en 1645 y Yerofei Khabarov en 1650, algunos pueblos como los Daurs fueron masacrados por los rusos hasta el punto de que se considera un genocidio.
Los Daurs inicialmente abandonaron sus pueblos desde que oyeron hablar de la crueldad de los rusos la primera vez que vino Khabarov. La segunda vez que vino Khabarov los Daurs decidieron luchar contra los rusos, pero fueron masacrados por las fuerzas rusas. Los pueblos indígenas de la región de Amur fueron atacados por los rusos, quienes fueron conocidos como «barbas rojas».
Los cosacos rusos eran llamados Ráksasa (羅剎) por los nativos de Amur, debido a su crueldad hacia la gente de las tribus Amur, súbditos de los Qing, asociándolos así con los demonios encontrados en la mitología budista. El proselitismo ruso del cristianismo ortodoxo hacia los pueblos indígenas hallados a lo largo del río Amur fue visto como una amenaza por los Qing. Esto finalmente fue refutado por los Qing, durante los conflictos fronterizos sino-rusos en la década de 1680, dando lugar al Tratado de Nerchinsk en 1689 que delimitaba oficialmente las fronteras entre China y Rusia.
Dado que la región era considerada la patria de los Manchúes, los ciudadanos chinos Han tuvieron prohibido asentarse en esta región por el primer gobierno Qing. La regla fue abiertamente violada y los chinos Han se convirtieron en mayoría en las zonas urbanas a principios del siglo XIX. Durante el gobierno de Qing hubo un aumento masivo de la cantidad de chinos Han, tanto de forma legal como ilegal, que entraron en Manchuria y se establecieron para cultivar la tierra, ya que los terratenientes manchúes deseaban que los campesinos chinos Han alquilaran sus tierras y cultivaran grano. La mayoría de los emigrantes chinos Han no fueron desterrados al pasar por la  Gran Muralla y la Empalizada del Sauce. Durante el siglo XVIII los chinos Han cultivaron 500 000 hectáreas de tierras de propiedad privada en Manchuria y 203 583 hectáreas de tierras que formaban parte de estaciones de coutrier, haciendas nobles y tierras de Banner, en guarniciones y pueblos de Manchuria. Los chinos Han constituían el 80% de la población.
Los granjeros chinos Han fueron reasentados desde el norte de China a la zona del río Liao por los Qing, para devolver la tierra al cultivo. La tierra baldía fue reclamada por los ocupantes Han, además de otros Han que alquilaron tierra a los terratenientes manchúes. A pesar de prohibir oficialmente el asentamiento de los chinos Han en las tierras de los manchúes y mongoles, en el siglo XVIII los Qing decidieron asentar a los refugiados Han del norte de China que sufrían de hambruna, inundaciones y sequía en Manchuria y Mongolia Interior, de modo que los chinos Han cultivaron 500 000 hectáreas en Manchuria y decenas de miles de hectáreas en Mongolia Interior en la década de 1780.
El emperador Qianlong permitió que los campesinos chinos Han que sufrían de sequía se mudaran a Manchuria, a pesar de que emitió edictos a favor de prohibirlos de 1740 a 1776. Los granjeros chinos alquilaron o incluso reclamaron títulos de propiedad de las "fincas imperiales" y de las Tierras de Banderas de Manchú en el área. Además de moverse en el área de Liao en el sur de Manchuria, el camino que une Jinzhou, Fengtian, Tieling, Changchun, Hulun, y Ningguta fue colonizado por los chinos Han durante el reinado del emperador Qianlong. Los chinos Han eran mayoría en las zonas urbanas de Manchuria para 1800.
Para aumentar los ingresos del Tesoro Imperial, los Qing vendieron las antiguas tierras manchúes a lo largo de Sungari a los chinos Han, al principio del reinado del emperador Daoguang. Así los chinos Han llenaron la mayoría de las ciudades de Manchuria en los años 1840, según el abad Huc. Sin embargo, la política que prohibía a los ciudadanos chinos Han trasladarse a la parte norte de Manchuria no se levantó oficialmente hasta 1860, momento en que Manchuria Exterior fue perdida por los rusos durante la Anexión de Amur por parte del Imperio Ruso. Después de eso, la corte de Qing comenzó a fomentar la inmigración de los chinos Han a la región, lo que inició el período de Chuang Guandong.
Después de conquistar a los Ming, los Qing identificaron su estado como Zhongguo ("中國", el término para "China" en chino moderno), y se refirieron a él como Dulimbai Gurun en Manchú. "China" se refería así a la Qing en documentos oficiales, tratados internacionales y asuntos exteriores. Las tierras en Manchuria fueron explícitamente declaradas por los Qing como pertenecientes a "China" (Zhongguo, Dulimbai gurun) en los edictos Qing y en el Tratado de Nerchinsk en 1689 .
«Manchuria» es una traducción de la palabra japonesa Manshū. (满洲), que data del siglo XIX. El nombre Manju (Manzhou) fue inventado y dado a los Jurchen por Hong Taiji en 1635 como un nuevo nombre para su grupo étnico, sin embargo, el nombre Manchuria nunca fue usado por los Manchúes o por la propia dinastía Qing para referirse a su patria.
Según el erudito japonés Junko Miyawaki-Okada, el geógrafo japonés Takahashi Kageyasu fue el primero en usar el término (满洲, Manshū) como topónimo en 1809, en el Nippon Henkai Ryakuzu, y fue a partir de ese trabajo que los occidentales adoptaron el nombre. Según Mark C. Elliott, en la obra de 1794 de Katsuragawa Hoshū, el "Hokusa bunryaku", fue donde el término "Manshū" apareció por primera vez como nombre de lugar en dos mapas incluidos en la obra, Ashia zenzu y Chikyū hankyū sōzu, que también fueron creados por Katsuragawa. "Manshū" entonces comenzó a aparecer como nombre de lugares en más mapas creados por japoneses como Kondi Jūzō, Takahashi Kageyasu, Baba Sadayoshi y Yamada Ren, y estos mapas fueron traídos a Europa por el holandés Philipp von Siebold. Según Nakami Tatsuo, Philip Franz von Siebold fue quien trajo el uso del término Manchuria a los europeos, después de tomarlo prestado de los japoneses, que fueron los primeros en usarlo de manera geográfica en el siglo XVIII, mientras que ni el idioma manchú, ni el chino, tenían un término en su propio idioma equivalente a "Manchuria" como nombre de lugar geográfico. Según Sewell, fueron los europeos los primeros en usar Manchuria como nombre para referirse al lugar y "no es un término geográfico genuino".
El historiador Gavan McCormack estuvo de acuerdo con la afirmación de Robert H. G. Lee: "El término Manchuria o Man-chou es una creación moderna utilizada principalmente por occidentales y japoneses". McCormack escribió que el término "Manchuria" es de naturaleza imperialista y no tiene un "significado preciso", ya que los japoneses hicieron uso del término "Manchuria" como nombre geográfico para promover su separación de China mientras creaban su estado títere de Manchukuo. Los japoneses tenían su propio motivo para difundir deliberadamente el uso del término Manchuria. 
El historiador Norman Smith escribió que "El término "Manchuria" es controvertido". La profesora Mariko Asano Tamanoi dijo que "debería usar el término entre comillas" al referirse a Manchuria. Herbert Giles escribió que "Manchuria" era desconocida para los propios manchúes como expresión geográfica. En su disertación de 2012 sobre el pueblo Jurchen, el profesor Chad D. García señaló que, el uso del término "Manchuria" está fuera de favor en "la práctica académica actual", y que se prescindió de usar el término usando en su lugar "el noreste" o refiriéndose a características geográficas específicas.
En Manchuria de 1800, los chinos Han comerciantes ricos se encontraban en la cima de la escala social, justo debajo de los oficiales de alto rango, con los que tenían muchas relaciones sociales, culturales y comerciales. Los comerciantes y los oficiales se reunían a menudo en términos de igualdad. La sociedad china Han en Manchuria era una sociedad desarraigada de inmigrantes, la mayoría de los cuales, excepto en Liaoning-Fengtian (Liaoning), habían vivido donde estaban solo durante varias décadas. Aunque los colonos habían venido principalmente de Zhili, Shandong y Shanxi, y habían traído consigo muchos de los patrones sociales de esas provincias, los inmigrantes procedían de los elementos más pobres y menos educados de la sociedad.  
En la parte inferior de la sociedad se encontraban los trabajadores no cualificados, los empleados domésticos, las prostitutas y los convictos exiliados, incluidos los esclavos. Manchuria, especialmente Jilin y Heilongjiang, había servido al Imperio Qing como lugar de exilio, no solo para los funcionarios deshonrados, sino también para los criminales convictos. Cuanto peores eran los crímenes y más endurecidos los delincuentes, más al norte los enviaba generalmente el sistema judicial de Qing. Muchos de estos criminales se dedicaron a la artesanía o a pequeños negocios, convirtiéndose eventualmente en miembros confiables de la sociedad, pero su presencia en números cada vez mayores se sumó al carácter anárquico y rudo de la sociedad de la frontera de Manchuria.
Manchuria desde el período temprano hasta el medio de Qing, fue gobernada por los gobernadores militares de Fengtian, Jilin y Heilongjiang. Tanto en Jilin como en Heilongjiang, la mayoría de cuyos territorios no eran fácilmente accesibles, vivía una considerable población de forajidos chinos Han. El número de estos forajidos había crecido rápidamente en el siglo XVIII y siguió creciendo en el  XIX. Algunos de ellos, especialmente los buscadores de oro y bandidos, formaban comunidades organizadas con gobiernos locales rudimentarios. Los grupos de buscadores ilegales de ginseng, ubicados en los bosques y montañas fuera del alcance de las autoridades de Manchuria y conocidos como "negros", perturbaron tanto las zonas fronterizas tribales que en 1811 el gobernador militar de Jilin, tuvo que enviar tropas a las montañas para expulsarlos. En la primera década del siglo XIX la significación de Manchuria ya estaba irreversiblemente avanzada. 
La provincia de Fengtian, había sido durante algún tiempo esencialmente de los chinos Han, y los gobernadores militares de Jilin y Heilongjiang, aunque tenían el deber de mantener la supremacía del elemento bandera en la sociedad, no habían logrado preservar el status quo. Los abanderados, que carecían de la industria y las habilidades técnicas de los colonos chinos Han, solo se preocupaban por mantener lo que tenían. 
A pesar de las repetidas medidas gubernamentales, los hombres se empobrecían rápidamente, y se volvían cada vez más dependientes de los subsidios del gobierno de Qing. A medida que pasaba el tiempo, no solo los prohibicionistas, sino también muchos de los pueblos tribales, comenzaron a adoptar la cultura china y a caer en la órbita de los gustos Han, los mercados Han y las formas de hacer las cosas Han. Solo la fría y poco poblada cuenca del Amur, que no había atraído a colonos de China, permaneció esencialmente fuera de la esfera china.
Después de la pérdida de la Manchuria Exterior por los rusos y la Guerra ruso-japonesa, Manchuria fue eventualmente convertida en provincias por el gobierno de Qing a principios del siglo XX, similar a Sinkiang que fue convertida en una provincia anteriormente. Manchuria se conoció oficialmente como las «Tres Provincias del Noreste» (東三省), y los Qing establecieron el puesto de Virrey de las tres provincias del noreste con tal de supervisar estas provincias, era el único virrey Qing que tenía jurisdicción fuera de China, propiamente dicha.

## Véase  también
- Tíbet durante la dinastía Qing
- Sinkiang bajo la dinastía Qing
- Taiwán bajo la dinastía Qing
- Historia de Manchuria
- Transición de Ming a Qing